# Kronos typicus
Kronos typicus är en insektsart som beskrevs av William Lucas Distant 1917. Kronos typicus ingår i släktet Kronos och familjen dvärgstritar. Inga underarter finns listade i Catalogue of Life.